# Asklepiades von Samos
Asklepiades von Samos war ein antiker griechischer Dichter. Er lebte um die Wende vom vierten zum dritten Jahrhundert v. Chr. und war ein bedeutender Vertreter der ionisch-alexandrinischen Schule. Seine Gedichte, von denen nur noch Fragmente erhalten sind, waren hauptsächlich Epigramme erotischer Natur. Nach ihm ist die Asklepiadeische Strophe benannt. 
Es ist nicht abzuschätzen, wie viel von dem hellenistischen Dichter verloren gegangen ist. Asklepiades werden zahlreiche Gedichte zugeschrieben, zumindest wird seine Autorschaft vermutet. Dazu zählen melische Gedichte, Choliamben, epische Dichtung und Hymnen. Insgesamt schrieb er 33 Epigramme, von denen 13 als unecht gelten.
Das Themenfeld Liebe behandelte Asklepiades in einer großen Bandbreite von der Beschreibung von Gefühlszuständen bis zum Verhalten in bestimmten Situationen einer Liebesbeziehung. Zu den Themen gehören verpasste Rendezvous, Eifersucht, Einladungen und Vergnügungen bei Wein, Beschreibung von Leidenschaften und Versuche, sich Amors zu erwehren.
Dem Dichter wird die Urheberschaft zahlreicher Motive zugeschrieben, die in der späteren griechischen Liebesdichtung und bei den römischen Elegikern immer wieder sowie teils in der Lyrik des Horaz eingesetzt wurden. Zu ihnen zählt das Motto des späteren carpe diem, das Asklepiades als Gegenbild zum Tod ansah. Er sprach einerseits der Knabenliebe zu, anderseits vom unveränderten weiblichen Charme, dem „Eros, der auch in den Falten sitzt“ und die Zeit überdauert, und verteidigte eine dunkelhäutige Frau. Auf ihn sollen die bildhaften Vorstellungen von Eros als kleinem Bogenschützen und der Pfeile werfenden Aphrodite zurückgehen. Außerdem schrieb er ein erstes Paraklausithyron, die Anrede an die verschlossene Tür der Geliebten, die ein fester Bestandteil der elegischen Dichtung wurde.
Die Gedichte sind durch ihre Form sehr gestrafft. Trotzdem versuchte der Dichter ihre einfache Wirkung und ihre scheinbare Leichtigkeit hervorzuheben und gleichzeitig eine klare und kunstvolle Sprache zu wählen. Diese ‚Arbeit mit der Feile‘, die auf das Wesentliche beschränkt wurde, war typisch für Alexandrinische Dichtung. Dem Genre gemäß drücken viele Gedichte Stimmungen aus wie Melancholie, Resignation über die zeitgenössischen Zustände der Gesellschaft oder Freude durch Humor und Ironie. Zuweilen baute Asklepiades kleine Dialogszenen in seine Gedichte ein, die in längeren Epigrammen den Charakter eines Mimus im Kleinen annahmen.
In der Alexandrinischen Schule herrschte ein Streit über den Vorzug der Verwendung von Epigrammen. Der Dichter Kallimachos von Kyrene, der von Asklepiades beeinflusst war, jedoch mehr Grab- und Weihepigramme schrieb, zählte diesen wegen seines vorzüglichen Fokus auf erotische und aischrologische Themen zu seinen Feinden, während Asklepiades mit dem Dichter Theokrit gut befreundet war.